# Charles ffoulkes

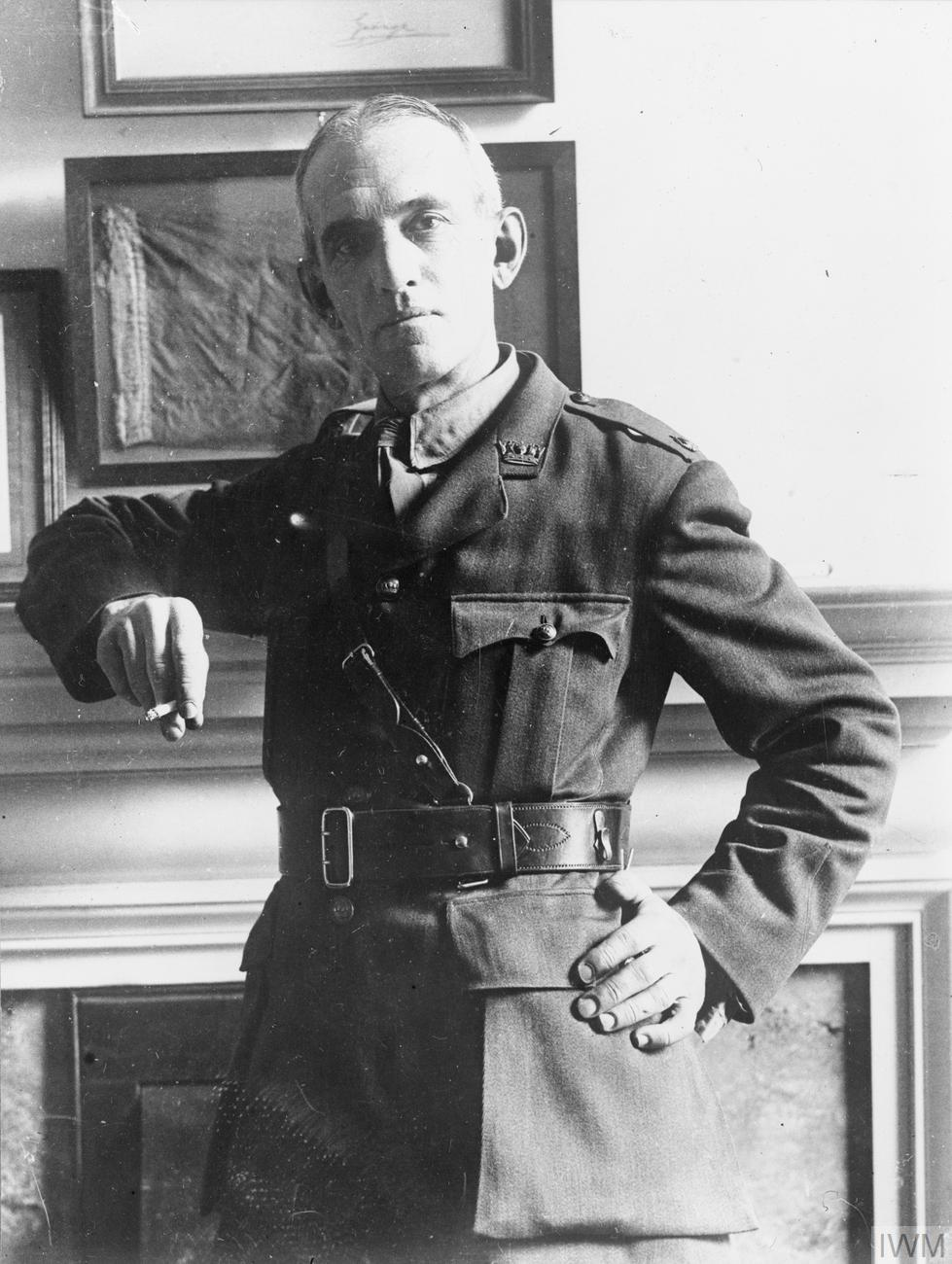
Charles ffoulkes, um 1917–1918

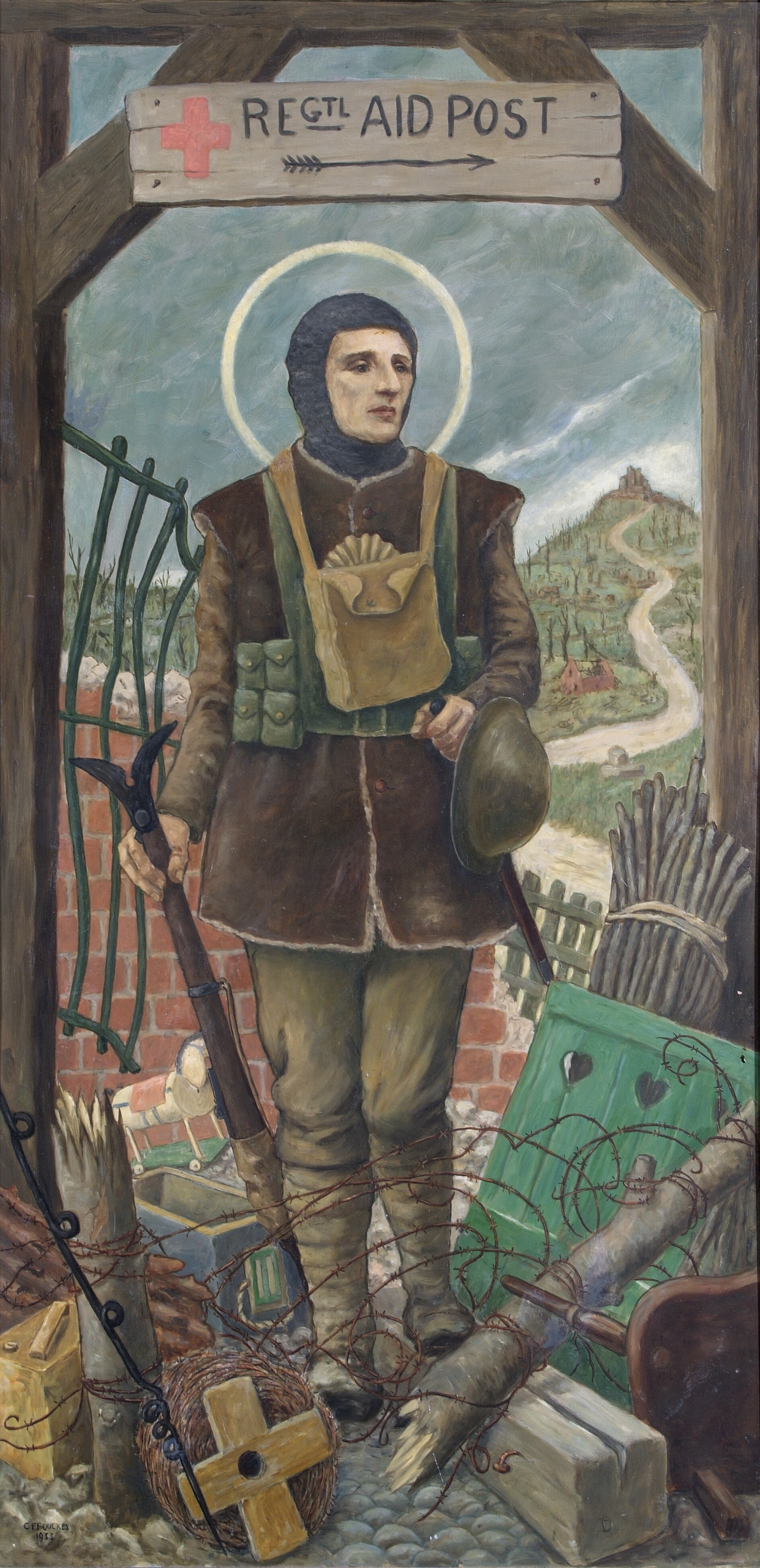
Allegorie von Charles ffoulkes: britischer Soldat als heiliger Georg

Charles John ffoulkes (* 26. Juni 1868 in London; † 22. April 1947 in Oxford) war ein britischer Künstler, Waffenkundler und Kurator.

## Leben und Wirken
ffoulkes erhielt seine Schulbildung am Radley College und an der Shrewsbury School. 1886 schrieb er sich am John’s College der University of Oxford ein, verließ es aber 1889 ohne Abschluss. Anschließend studierte er Kunst in Paris. Die Malerei empfand er nach einiger Zeit als unbefriedigend und widmete sich der Arts and Crafts Movement, wobei er sich auf Metallverarbeitung spezialisierte. Möglicherweise machte ihn sein Bekannter William Morris auf diese Kunstrichtung aufmerksam. Im Jahre 1906 eröffnete er für eine kurze Zeit ein Atelier in Rom, wo er zur Malerei zurückfand. 1907 kehrte er nach Oxford zurück und nahm die Metallarbeiten wieder auf.
ffoulkes war seit seiner Jugend am Theater interessiert. Er nahm an Historienfestspielen teil und war bestrebt Waffen und Rüstungen möglichst historisch akkurat darzustellen. Voller Enthusiasmus arbeitete er sich in das Themengebiet ein. Er studierte Waffen und Rüstungen im Pitt Rivers Museum und Ashmolean Museum. Infolgedessen interessierte er sich für die Fertigung von Rüstungen. Für die Oxforder Historische Gesellschaft war er auf dem Gebiet Rüstungen und Militär als Verlagslektor tätig. Letztendlich führte das bis dahin kaum erforschte Thema Fertigung von Rüstungen zu ffoulkes Studienabschlussarbeit. Diese Forschungen brachten ffoulkes in Kontakt mit Harold Dillon, dem damaligen Kurator der Royal Armouries und Experten auf dem Gebiet Waffen und Rüstungen.
ffoulkes erste Publikation erschien im Jahre 1909 als eine allgemeine Studie über Waffen und Rüstungen. Zusätzlich veröffentlichte er Artikel in den Zeitschriften The Connoisseur und The Burlington Magazine. Im Jahre 1911 schrieb er die Einleitung zur Neuausgabe von Louis de Gayas Waffenbuch aus dem 17. Jahrhundert. Im Jahr 1912 gefolgt von einem Katalog über Waffen und Rüstungen in den Oxforder Museen. Ebenfalls im Jahr 1912 erschien sein Hauptwerk über das Handwerk der Waffenschmiede.
Im November 1912 schlug Harold Dillon, welcher seinen Ruhestand plante, ffoulkes als seinen Nachfolger vor. ffoulkes nahm an und wurde am 1. Januar 1913 als Kurator der Royal Armouries berufen.
Mit dem Beginn des Ersten Weltkriegs wurde ffoulkes im August 1914 diensthabender Offizier der Flugabwehreinheit am Gresham College in London. Am 8. September 1915 feuerte seine Einheit die ersten Schüsse einer Flugabwehreinheit in London. Auf Grund der Kriegserfahrungen ließ ffoulkes als Luftschutzmaßnahmen wertvolle Rüstungen der Royal Armouries in das Erdgeschoss umlagern. 1916 vervollständigte ffoulkes den ersten modernen Bestandskatalog der Royal Armouries. Der Katalog enthält eine Beschreibung der Bestände sowie eine Geschichte der Sammlung im Tower.
Im Jahre 1917 regten William Martin Conway, Alfred Mond und ffoulkes bei der britischen Regierung an, ein Museum zum damals tobenden Krieg aufzubauen. ffoulkes wurde zum Kurator des sich formenden Imperial War Museum ernannt und verließ die Royal Naval Volunteer Reserve, bei der er seinen Dienst in der Londoner Flugabwehr tat. Er wurde unabhängiger Major der Royal Marines, damit er eng mit den britischen Streitkräften zusammenarbeiten konnte, ohne in die Kommandostruktur eingegliedert zu sein. Das Imperial War Museum wurde im Juni 1920 eröffnet. ffoulkes sorgte für eine breite Ausrichtung des Museums. Außer der militärischen Ausrüstung der Kriegsparteien sammelte das Museum Filme, Dokumente sowie Werke von offiziellen britischen Kriegsmalern und Kriegsfotografen. ffoulkes zog sich 1933 beim Erreichen der Altersgrenze vom Imperial War Museum zurück, blieb aber weiterhin ein Treuhänder.
Während seiner Zeit als Kurator bei den Royal Armouries entwickelte er das Museum weiter. Er richtete den White Tower gänzlich für Ausstellungszwecke, den Broad Arrow Tower hingegen als Museumsdepot ein. Er organisierte Restaurierungen, vergrößerte die Sammlung und verbesserte die Beleuchtung sowie Ausstellung der Exponate und schuf eine Lehrsammlung von Dienstwaffen. Von seiner Tätigkeit als Kurator in den Royal Armouries trat er 1938 zurück.
In seinem Ruhestand publizierte ffoulkes weiter, hauptsächlich im Journal der Society for Army Historical Research, wo er sich auf Militärwaffen konzentrierte.

## Ehrungen
Wegen seiner Verdienste beim Aufbau des Imperial War Museum bekam er 1925 den Order of the British Empire in der Stufe „Officer“ (OBE) und 1934 in der Stufe „Commander“ (CBE) verliehen.

## Schriften
- 1909: Armour and Weapons,
- 1911: Einleitung in Gaya's Traité Des Armes, Original 1678 von Louis de Gaya
- 1912: European Arms and Armour in the University of Oxford (principally in the Ashmolean and Pitt-Rivers Museums)
- 1912: The armourer and his craft, from the XIth to the XVIth century,
- 1913: Decorative ironwork from the XIth to the XVIIIth century
- 1916: Inventory and Survey of the Armouries of the Tower of London Band 1, Band 2
- 1930: The 'Dardanelles' Gun at the Tower.
- 1932: European arms and armour
- 1937: The gun-founders of England, with a list of English and continental gun-founders from the XIV to the XIX centuries
- 1938: Sword, Lance and Bayonet: A Record Of The Arms Of The British Army And Navy
- 1939: Arms and the Tower
- 1945: Arms & armament : an historical survey of the weapons of the British army[6]